# Eriopyga suffusa
Eriopyga suffusa là một loài bướm đêm trong họ Noctuidae.